# Cuboid
 (décembre 2018).
Si vous disposez d'ouvrages ou d'articles de référence ou si vous connaissez des sites web de qualité traitant du thème abordé ici, merci de compléter l'article en donnant les références utiles à sa vérifiabilité et en les liant à la section « Notes et références ».
Cuboid est un jeu vidéo de réflexion de type puzzle 3D développé par Creat Studios. Le concept consiste à déplacer un bloc de case en case pour le faire tomber dans un trou. Les cases sont entourées par le vide et peuvent contenir des passerelles en bois ou en métal, des interrupteurs ou des télétransporteurs pouvant scinder le bloc en deux cubes qu'il faudra rassembler. Le jeu propose 66 niveaux répartis en deux catégories : débutant et expert.

## Extensions
Le 28 mai 2009, deux extensions sont sorties sur le PlayStation Network français : le Cuboid Bundle Pack, rassemblant un mode professionnel avec 33 nouveaux niveaux et un rédacteur de niveaux, et le Level Editor Pack contenant uniquement le rédacteur de niveau. L'extension complète a apporté 8 nouveaux trophées.